# Notorynchus cepedianus
Lo squalo manzo nasolargo (Notorynchus cepedianus (Péron, 1807)) è l'unica specie esistente del genere Notorynchus della famiglia degli Esanchidi e si riconosce facilmente per avere 7 fessure branchiali invece delle 5 tipiche di quasi tutte le specie di squali (a eccezione dei membri dell'ordine degli Esanchiformi).

## Descrizione
Si tratta di un grande squalo, che alla nascita è lungo 40 cm, mentre da adulto raggiunge la lunghezza massima di 3 metri.
Ha una testa grande e un muso e degli occhi piccoli.

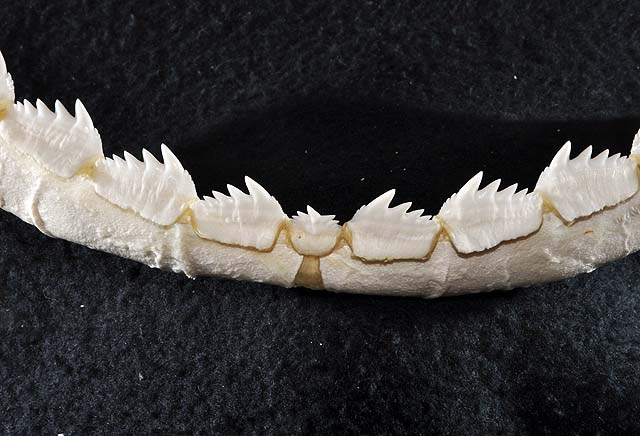
Denti dello squalo

## Distribuzione e habitat
Si trova in tutto l'oceano Pacifico e nell'oceano Atlantico meridionale. È una specie diffusissima in California dove si trova nelle coste e nelle foreste di Kelp.
Vive a profondità comprese tra 1 e 136 m.

## Biologia
È un predatore opportunista che si nutre di un grande numero di specie (chimere, cetacei, pinnipedi, pesci). Cacciano in gruppo per abbattere prede molto grandi e sono cannibali. Hanno una bocca perfetta per ingoiare le prede e triturare il cibo.
Vive circa 30 anni e dopo un periodo di gestazione di 12 mesi la femmina si avvicina alla riva per partorire tra aprile e maggio.

## Conservazione
È minacciato dalla la pesca per la sua pelle e dall'inquinamento.